# José María Córdova International Airport
José María Córdova International Airport är en flygplats i Colombia. Den ligger i den centrala delen av landet, 230 km nordväst om huvudstaden Bogotá. José María Córdova International Airport ligger 2 119 meter över havet.
Terrängen runt José María Córdova International Airport är platt åt nordost, men åt sydväst är den kuperad. Runt José María Córdova International Airport är det tätbefolkat, med 397 invånare per kvadratkilometer. Närmaste större samhälle är Medellín, 18,3 km nordväst om José María Córdova International Airport. Omgivningarna runt José María Córdova International Airport är en mosaik av jordbruksmark och naturlig växtlighet.